# Gottlieb Paludan Architects
Gottlieb Paludan Architects er en dansk arkitektvirksomhed, der er specialiseret inden for infrastruktur, byggeri og landskab. Tegnestuen blev grundlagt i København i 1901 og ejes i dag af ingeniør- og designvirksomheden Afry.
Gottlieb Paludan Architects løser projekter i Danmark, Norge, Sverige, Holland og Japan. Tegnestuen beskæftiger omkring 100 arkitekter, konstruktører og andre fagligheder på kontoret i København.
Skabelon:Infobox company

## Udvalgte projekter
- DR Byen, Segment 3 (2006)
- Ombygningen af Nørreport Station (2015)
- Byens Bro, Odense (2015)
- Kastrup Koblingsstation (1999)
- Renoveringen af Københavns Hovedbanegård (2008)
- Funder Ådalsbro (2012)
- DSB's domicil (2013)
- Spidsbelastningscentral KLC2, Kastrup Lufthavn (2006)